# 소하강
소하강(蘇下江)은 《세종실록 지리지》 함길도 길주목 경원도호부 조에서 백두산에서 발원해 북쪽으로 흐르다가 동쪽으로 흘러 수빈강이 된다는 강이다.

## 문헌 기록
수빈강[두만강의 북쪽에 있다. 백두산 아래에서 발원하는데 북쪽으로 흘러 소하강이 되고, 공험진·선춘령을 지나 거양성(巨陽城)에 이르고, 동쪽으로 120리를 흘러서 수빈강이 되어 아민(阿敏)에서 바다로 들어간다]
소다로(所多老, 함경북도 경원군 룡당리)에서 북쪽으로 30리를 가면 어두하현(於豆下峴)이 있고, 그 북쪽으로 60리에 동건리(童巾里, 함경북도 온성군 강안리, 옛 종성군 종성면 동관동)가 있다. 그 북쪽으로 3리쯤에 두만강탄(豆滿江灘)을 건너서 북쪽으로 90리를 가면 오동사오리참(吾童沙吾里站)이 있다. 그 북쪽으로 60리에 하이두은(河伊豆隱), 거기서 북쪽으로 100리에 영가사오리참(英哥沙吾里站)이 있으며, 그 북쪽으로 소하강변에 공험진이 있으니 곧 윤관이 설치한 진(鎭)이다. 남쪽으로 구주(具州)·탐주(探州)와 인접하였고, 북쪽으로 견주(堅州)와 접하였다. 영가사오리(英哥沙吾里)에서 서쪽으로 60리를 가면 백두산이 있는데, 산이 대강 3층이다. 꼭대기에 큰 못이 있고, 동쪽으로 흘러 두만강이 되고, 북쪽으로 흘러 소하강이 되고, 남쪽으로 흘러 압록강이 되고, 서쪽으로 흘러 흑룡강이 된다.
- 원문: 愁濱江[在豆滿江北. 源出白頭山下 北流爲蘇下江, 歷公險鎭·先春嶺 至巨陽城, 東流一百二十里 爲愁濱江 至阿敏入海]
- 自所多老北去三十里 有於豆下峴, 其北六十里 有童巾里. 其北三里許 越豆滿江灘 北去九十里 有吾童沙吾里站. 其北六十里 有河伊豆隱, 其北一百里 有英哥沙吾里站, 其北蘇下江邊 有公險鎭卽尹瓘所置鎭. 南隣具州·探州 北接堅州. 自英哥沙吾里 西去六十里 有白頭山, 山凡三層. 頂有大澤, 東流爲豆滿江, 北流爲蘇下江, 南流爲鴨綠, 西流爲黑龍江.

### 검토
수빈강은 현재의 라즈돌나야강(수이펀강, 綏芬河)으로 비정(批正)되는데, 그 수원은 함경북도 온성군의 두만강변에서 약 40km 동북쪽, 백두산 천지에서 약 240km 동북쪽에 있고 수빈강과 백두산을 잇는 물길은 존재하지 않는다.
공험진이 소하강변에 있었고 그 위치가 구주(具州)의 북쪽에 인접하고 있다는 기록을 통해서 소하강은 현재의 무단강(牡丹江)으로 비정할 수 있다. 구주(具州)가 수빈강과 함께 혐진올적합(嫌眞兀狄哈)의 근거지였다는 것은 《조선왕조실록》의 여러 기사에서 확인되고, 구주가 영고탑으로 비정되기 때문에 구주의 북쪽에 인접한 공험진이 위치한 소하강은 무단강으로 비정하는 게 지리적으로 맞다.
그런데 무단강의 수원 역시 백두산의 천지에서 약 100km 북쪽으로 떨어져 있고, 백두산에서 북쪽으로 흐르는 물길들은 전부 무단강이 송화강에 합류하기 전에 서북쪽으로 흘러 송화강에 유입된다. 즉, 소하강을 무단강으로 비정할 경우 수빈강은 물론 소하강 역시 백두산에서 발원하지 않는다.

## 같이 보기
- 수빈강
- 라즈돌나야강
- 무단강
- 영고탑
- 백두산